# Dottikon
Dottikon (schweizerdeutsche Aussprache /ˈtɔtːikχə/) ist eine Einwohnergemeinde im Kanton Aargau in der Schweiz. Sie liegt im Nordwesten des Bezirks Bremgarten.

## Geographie
Die Gemeinde liegt im unteren Bünztal. Das Dorfzentrum befindet sich zwischen dem westlichen Abhang des Wagenrains und der kanalisierten Bünz, die das Dorf von Südost nach Nordwest durchquert. Die südliche Hälfte des Dorfes sowie das weitläufige Industriegebiet befinden sich in der Bünzebene, die bis in die Mitte der 1920er Jahre teilweise sumpfig war und dann trockengelegt wurde. Ganz im Südosten erhebt sich ein bewaldeter Hügel namens «Berg» (525 m ü. M.), eine der Anhöhen der Wagenrain-Kette.
Die Fläche des Gemeindegebiets beträgt 388 Hektaren, davon sind 92 Hektaren bewaldet und 125 Hektaren überbaut. Der höchste Punkt befindet sich auf 549 m ü. M. im Gebiet Dreihägen, die tiefste Stelle liegt auf 406 m ü. M. bei der Tieffurtmühle. Nachbargemeinden sind Hägglingen im Nordosten, Wohlen im Südosten, Villmergen im Süden, Hendschiken im Westen und Othmarsingen im Nordwesten.

## Geschichte
Dottikon entstand im 7. Jahrhundert als alamannische Siedlung. Die erste schriftliche Erwähnung als Totinchon erfolgte 1179 in einem Schutzbrief von Papst Alexander III. an das Kloster Muri. Der Ortsname stammt vom althochdeutschen Tottinghofun und bedeutet «bei den Höfen der Sippe des Totto». Die Herren von Tottikon wanderten im 13. Jahrhundert nach Luzern und Küssnacht am Rigi aus und verkauften ihren Besitz an die Habsburger. 1351 erwarb das Kloster Königsfelden vom Kloster Muri die niedere Gerichtsbarkeit.
1415 eroberten die Eidgenossen den Aargau. Dottikon bildete einen Gerichtsbezirk der Freien Ämter, einer gemeinen Herrschaft. Zwischen 1611 und 1613 dezimierten Pestepidemien die Dorfbevölkerung. Vor der ersten Schlacht von Villmergen am 24. Januar 1656 zerstörten Berner Truppen das Dorf weitgehend. Im März 1798 marschierten die Franzosen in die Schweiz ein und riefen die Helvetische Republik aus. Dottikon wurde eine Gemeinde im kurzlebigen Kanton Baden, seit 1803 gehört sie zum Kanton Aargau.

Luftansicht (1970)

Erstmals wird 1436 eine Messkapelle erwähnt, eine Filiale der Pfarrei Staufberg auf dem gleichnamigen Hügel. Bis 1531 war die Kirchzugehörigkeit geteilt; so gehörte der Dorfteil südlich der Bünz zu Staufberg, der nördliche Teil zu Ammerswil. 1529 erfolgte die Einführung der Reformation, was allerdings nach dem Zweiten Kappelerkrieg wieder rückgängig gemacht wurde. Im Jahr 1531 wurde das Dorf in seiner Gesamtheit dem Kirchsprengel Hägglingen zugeteilt, und seit 1867 ist es eine eigenständige Kirchgemeinde.
Die Eröffnung der Strecke Rupperswil–Wohlen der Aargauischen Südbahn am 23. Juni 1874 brachte den Anschluss an das Eisenbahnnetz. Nachdem das Bauerndorf in der zweiten Hälfte des 19. Jahrhunderts stagniert hatte, entwickelte sich Dottikon zu Beginn des 20. Jahrhunderts zu einem typischen Industriedorf, begünstigt durch die (inzwischen nicht mehr existierende) Strohindustrie, die 1913 gegründete Schweizerische Sprengstofffabrik und die auf dem Gemeindegebiet von Villmergen liegende Schuhfabrik Bally (1987 geschlossen). Am frühen Morgen des 8. April 1969 ereignete sich in der Schweizerischen Sprengstofffabrik, der «Pulveri», ein schweres Explosionsunglück, bei dem 18 Menschen getötet und zahlreiche weitere zum Teil schwer verletzt wurden.

## Sehenswürdigkeiten
Im Jahr 1862 begann unter Leitung des Architekten Robert Moser aus Baden der Bau der Pfarrkirche. Die Saalkirche in neuromanischen Stil wurde 1865 zu Ehren des heiligen Johannes der Täufer geweiht. Die 1436 erstmals erwähnte alte Agathakapelle riss man im selben Jahr ab. Die Kirche wurde zwischen 1962 und 1964, unter Leitung des Architekten P. Deucher aus Baden, vollständig umgebaut und modernisiert, dabei ging die neuromanische Ausstattung verloren.

## Galerie

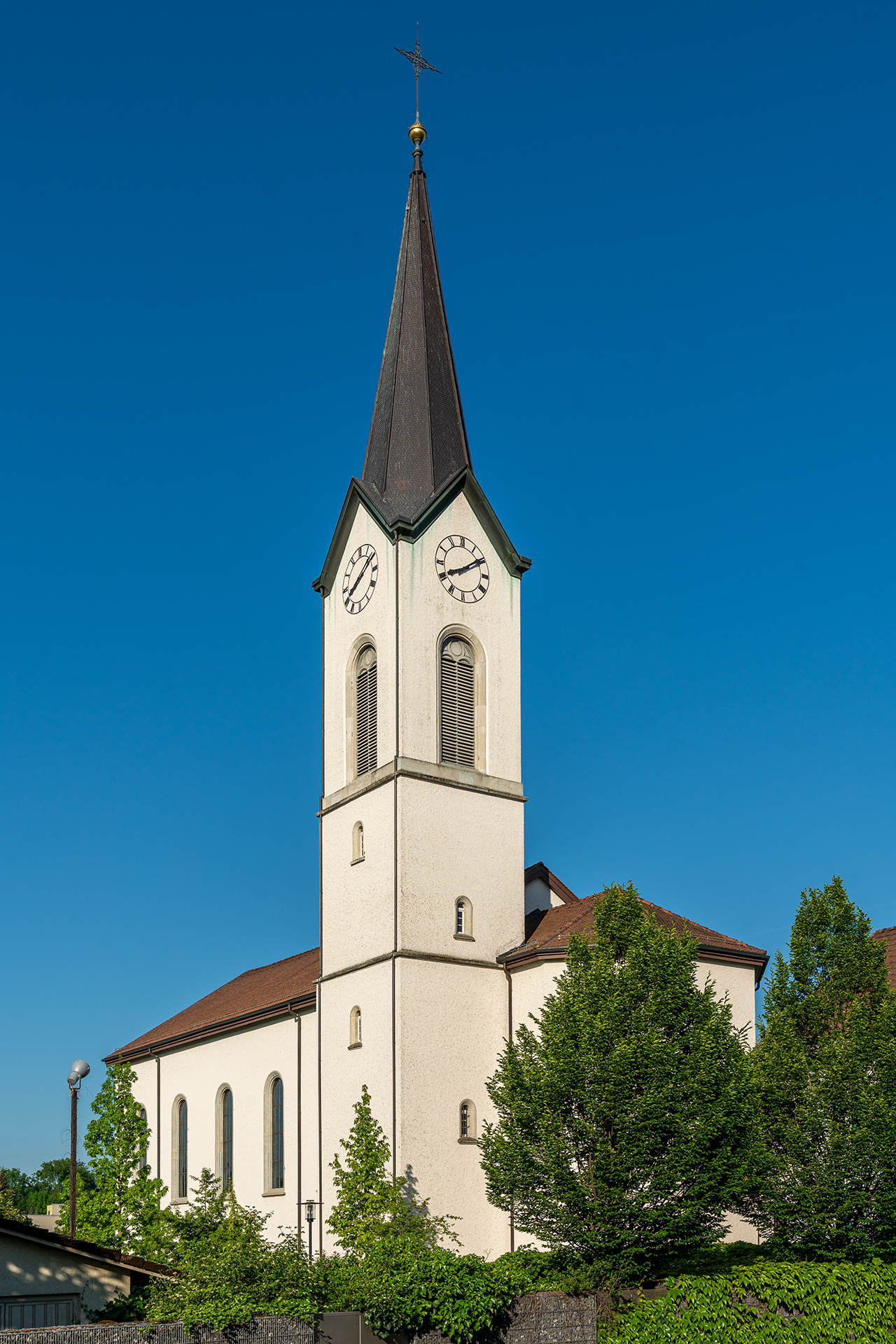
Kath. Kirche St. Johannes der Täufer
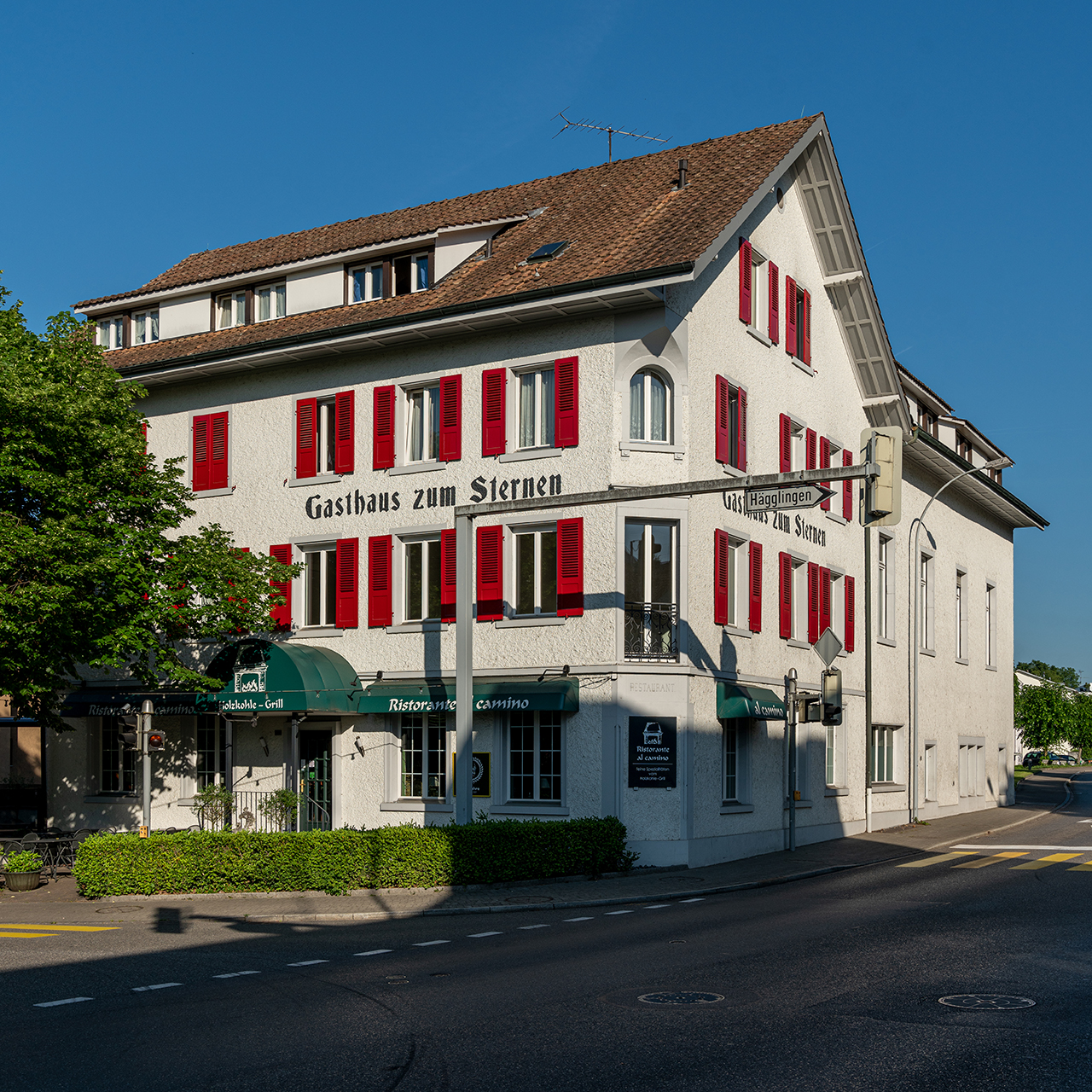
Gasthaus Al Camino
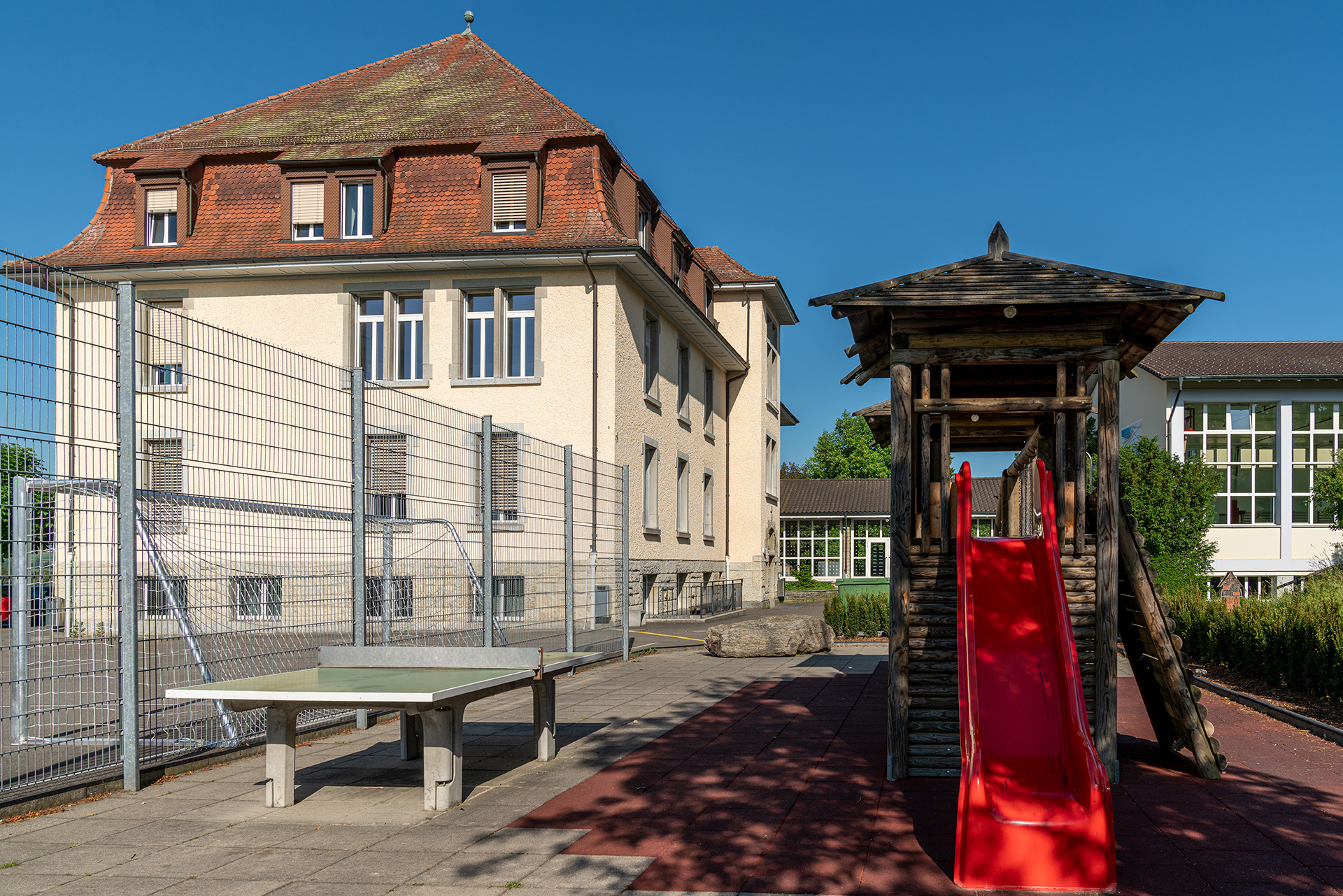
Primarschule
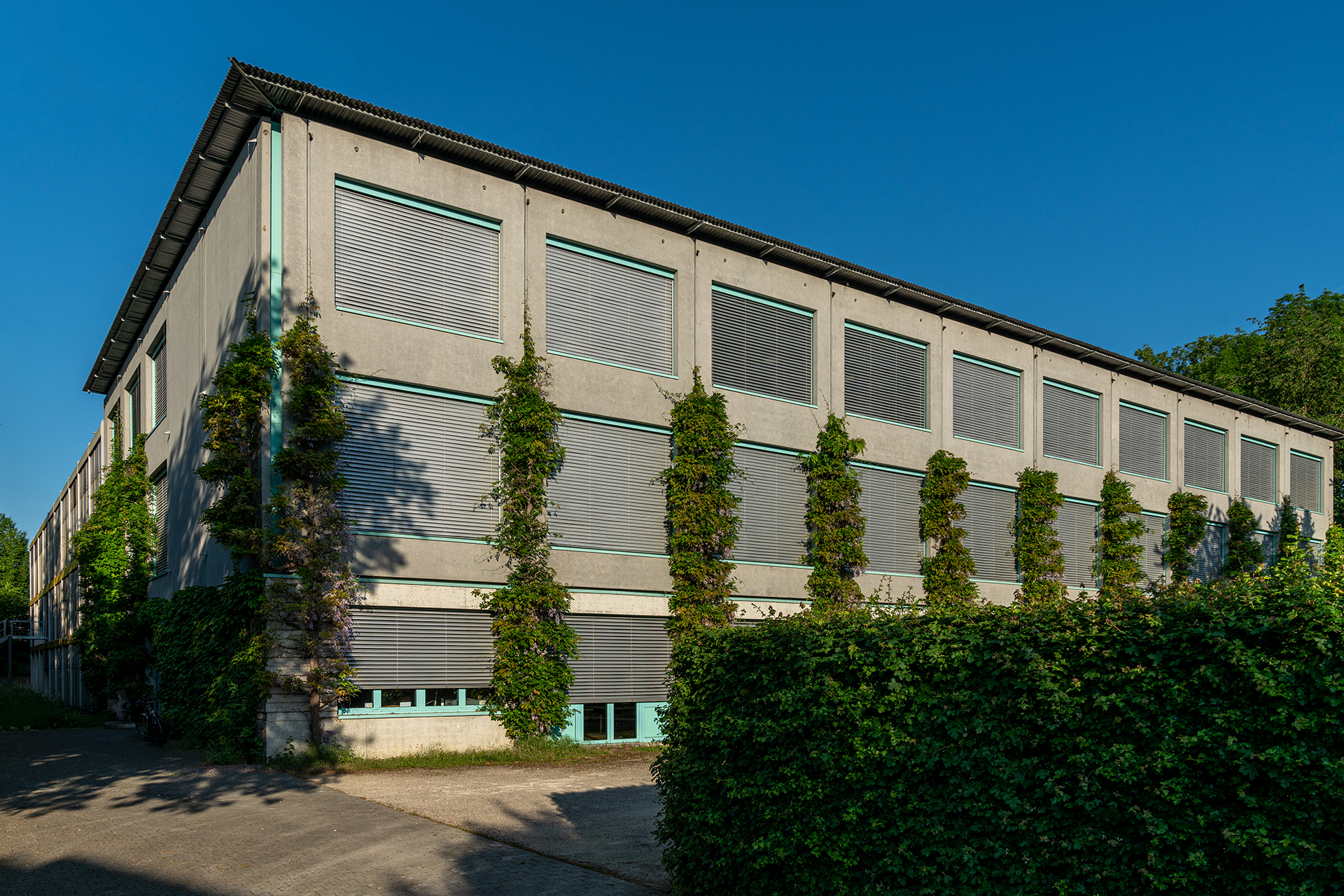
Schule am Maiengrün
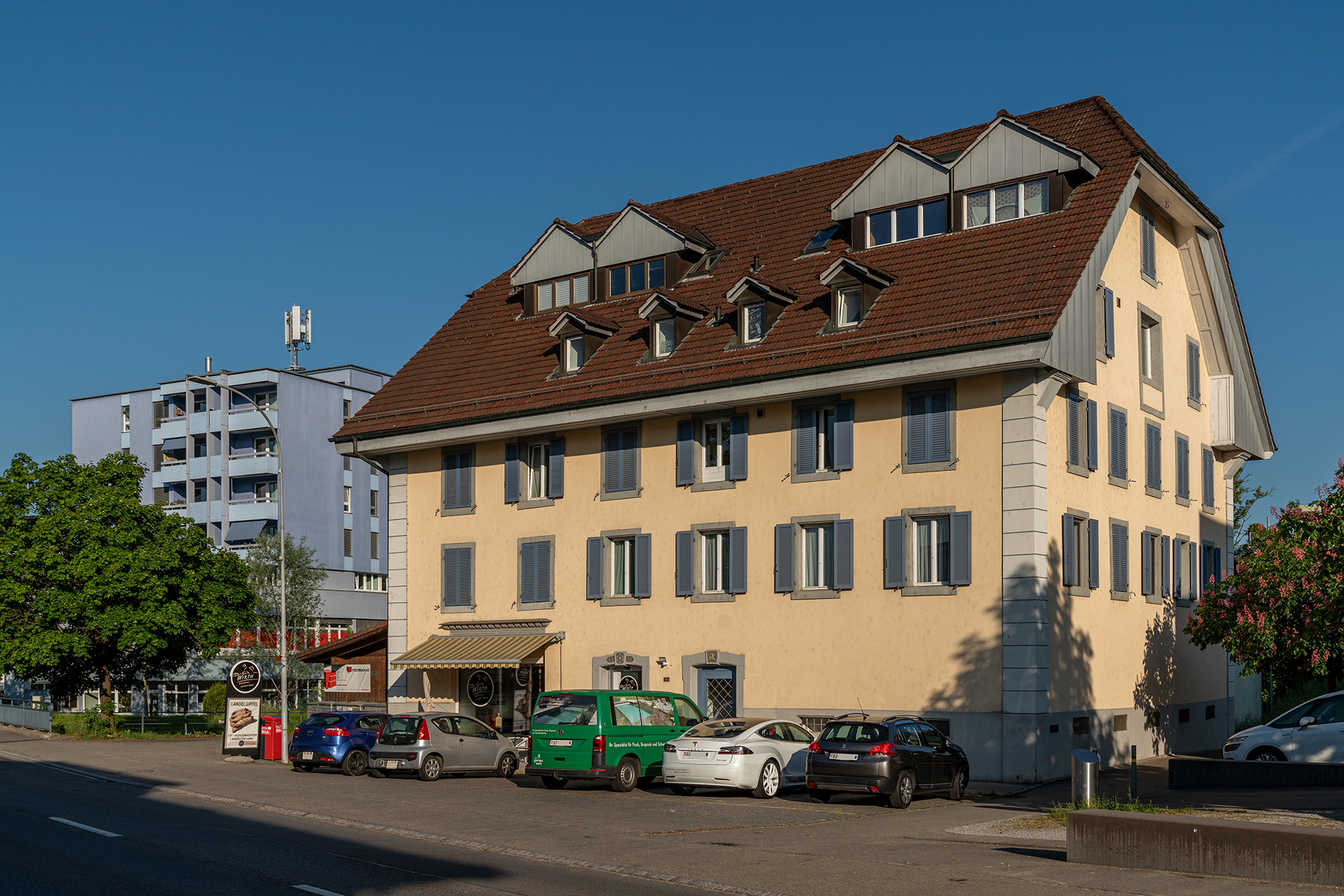
Bahnhofstrasse
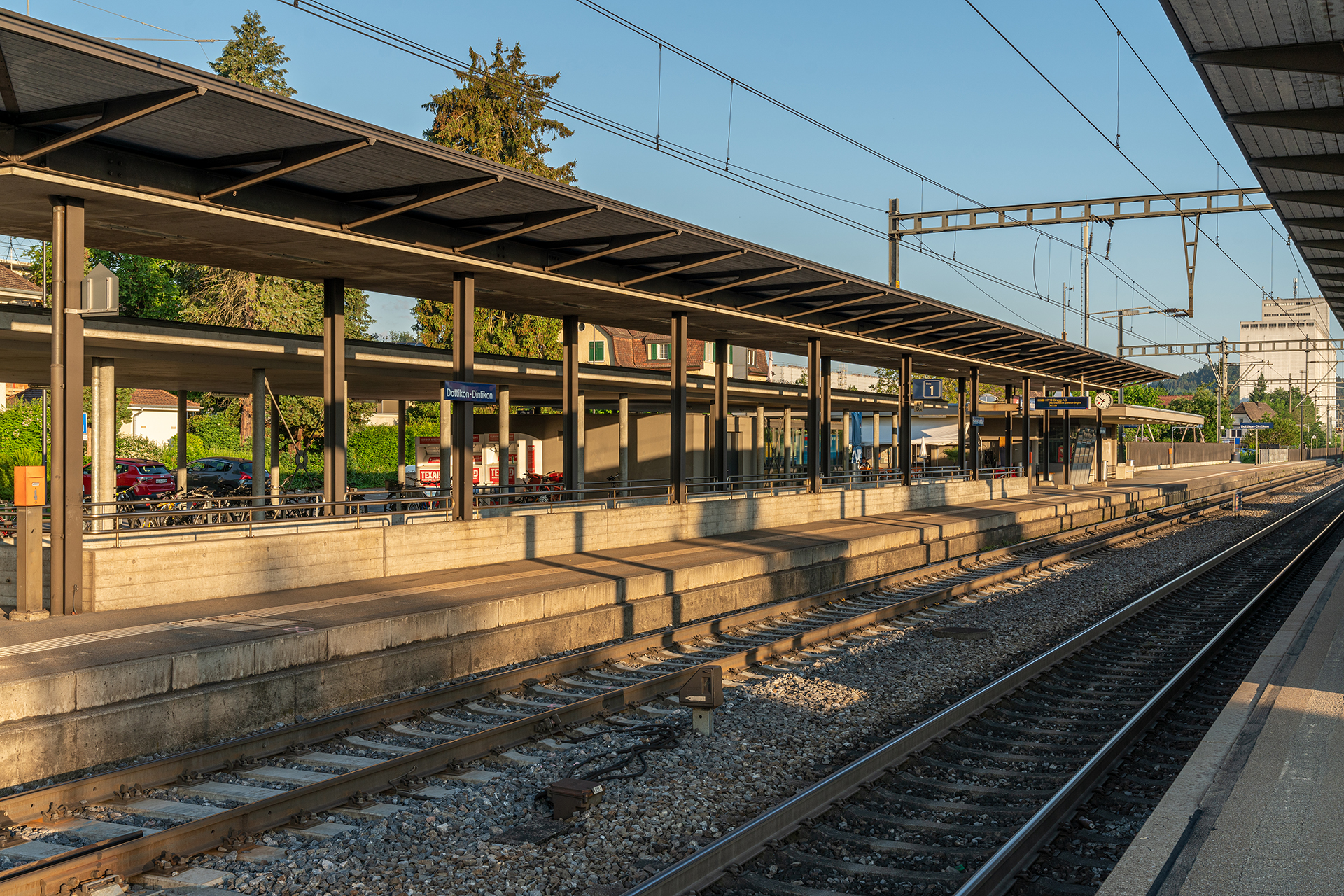
Bahnhof Dottikon-Dintikon

## Wappen
Die Blasonierung des Gemeindewappens lautet: «In Gelb auf grünem Dreiberg wachsendes rotes Pferd.» Das Wappen erschien erstmals 1872 auf dem Gemeindesiegel. Die Darstellung soll auf eine Sage aus dem 13. Jahrhundert zurückgehen, wonach ein Ritter unterwegs starb und das Pferd ihn nach Dottikon zurücktrug. Die Farbe des Pferdes war ursprünglich Weiss statt Rot, was aber den heraldischen Farbregeln widerspricht. 1950 stimmte die Gemeindeversammlung einem Änderungsvorschlag zu.

## Bevölkerung
Die Einwohnerzahlen entwickelten sich wie folgt:
| Jahr      | 1850 | 1900 | 1930 | 1950 | 1960 | 1970 | 1980 | 1990 | 2000 | 2010 | 2020 |
| Einwohner | 713  | 722  | 1224 | 1321 | 1753 | 2462 | 2645 | 2955 | 2969 | 3273 | 3932 |

Am 31. Dezember 2023 lebten 4160 Menschen in Dottikon, der Ausländeranteil betrug 40,5 %. Bei der Volkszählung 2015 bezeichneten sich 40,5 % als römisch-katholisch und 14,3 % als reformiert; 45,2 % waren konfessionslos oder gehörten anderen Glaubensrichtungen an. 78,1 % gaben bei der Volkszählung 2000 Deutsch als ihre Hauptsprache an, 9,3 % Italienisch, 2,9 % Türkisch, je 2,5 % Albanisch und Serbokroatisch, 0,8 % Spanisch und 0,7 % Portugiesisch.

## Politik und Recht
Die Versammlung der Stimmberechtigten, die Gemeindeversammlung, übt die Legislativgewalt aus. Ausführende Behörde ist der fünfköpfige Gemeinderat. Er wird im Majorzverfahren vom Volk gewählt, seine Amtsdauer beträgt vier Jahre. Der Gemeinderat führt und repräsentiert die Gemeinde. Dazu vollzieht er die Beschlüsse der Gemeindeversammlung und die Aufgaben, die ihm vom Kanton zugeteilt wurden. Für Rechtsstreitigkeiten ist in erster Instanz das Bezirksgericht Bremgarten zuständig. Dottikon gehört zum Friedensrichterkreis VI (Wohlen).

## Wirtschaft
In Dottikon gibt es gemäss der im Jahr 2015 erhobenen Statistik der Unternehmensstruktur (STATENT) rund 1100 Arbeitsplätze, davon 3 % in der Landwirtschaft, 57 % in der Industrie und 40 % im Dienstleistungssektor. Die meisten Firmen sind kleine und mittlere Unternehmen. Der mit Abstand grösste Arbeitgeber mit über 400 Beschäftigten ist die auf Feinchemikalien spezialisierte Dottikon ES Holding, die 2005 aus der Schweizerischen Sprengstofffabrik hervorging. Überregional bekannt ist auch die Baum- und Rosenschule Richard Huber AG, die sich auf die Rosenzucht spezialisiert hat.

## Verkehr
Die Hauptstrasse 1, eine der wichtigsten überregionalen Strassenverbindungen der Schweiz, verläuft rund einen Kilometer südwestlich des Dorfzentrums. Die Anschlüsse Lenzburg und Mägenwil der Autobahn A1 sind beide etwa fünf Minuten Fahrzeit entfernt. Durch das Dorf selbst verläuft die Kantonsstrasse 280 zwischen Brugg und Wohlen. Der Bahnhof Dottikon-Dintikon an der SBB-Eisenbahnlinie Aarau–Arth-Goldau (Aargauische Südbahn) liegt kurioserweise in keiner der beiden namensgebenden Gemeinden, sondern auf dem Gemeindegebiet von Villmergen. Zwei Postautolinien verbinden Hägglingen mit Dottikon und dem Bahnhof Wohlen, entweder über Anglikon oder Villmergen. An Wochenenden verkehrt ein Nachtbus von Lenzburg über Villmergen und Wohlen nach Dottikon.

## Bildung
Die Gemeinde verfügt über fünf Kindergärten und zwei Schulhäuser, in denen sämtliche Stufen der obligatorischen Volksschule unterrichtet werden (Primarschule, Realschule, Sekundarschule und Bezirksschule). Das nächstgelegene Gymnasium ist die Kantonsschule Wohlen.

## Kurioses
Im Buch Der tiefere Sinn des Labenz von Sven Böttcher wird der vom Ort abgeleitete Begriff Dottikon definiert als: «Ein Apostroph, der keiner ist. Besonders verbreitet sind Dottikons in Wortgebilden wie ‹Dieter’s Kneipe›, ‹Susi’s Nähstübchen› und ‹Mittwoch’s geschlossen›.»